# Tjustleden

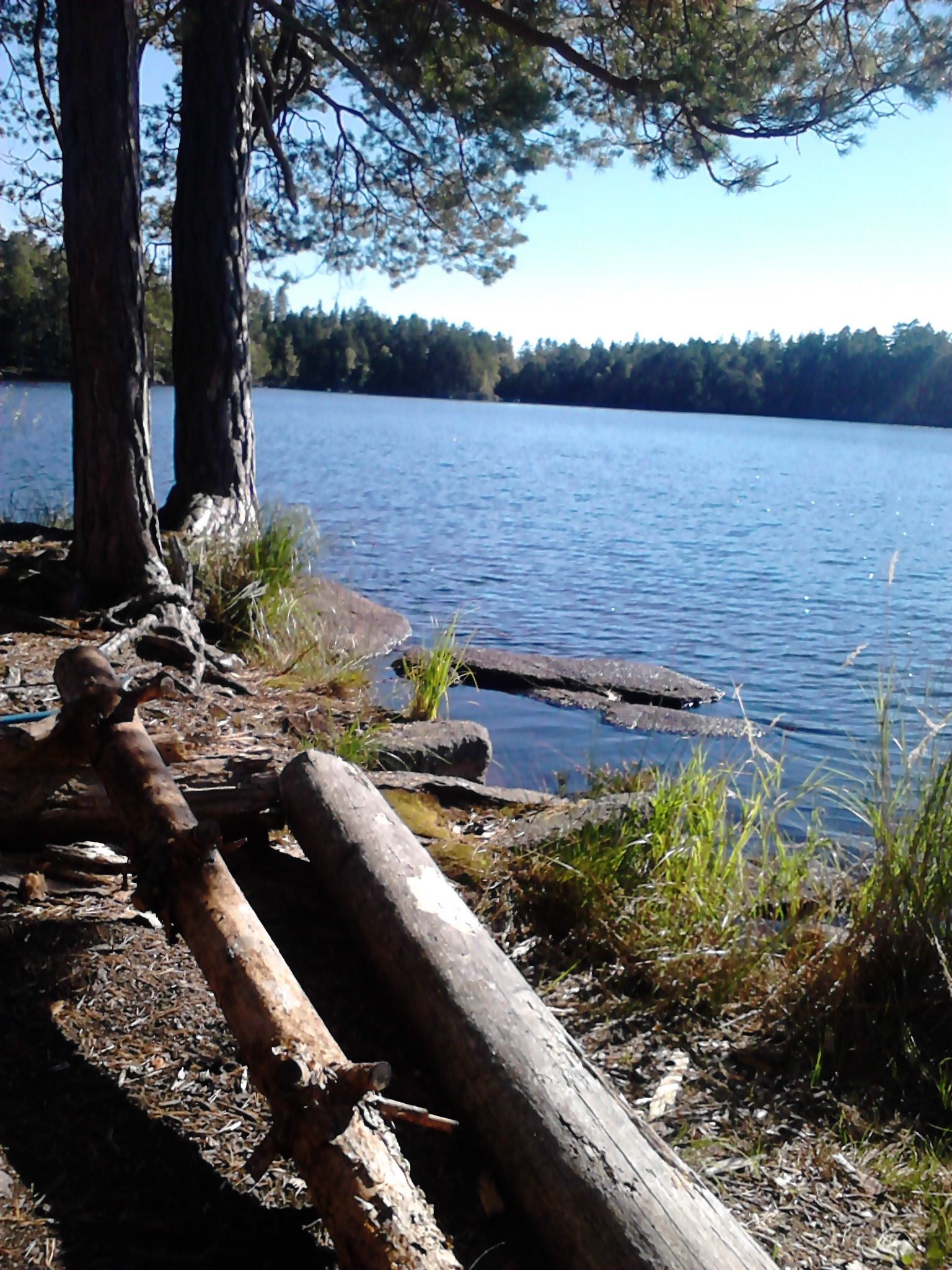
Sjö vid Tjustleden

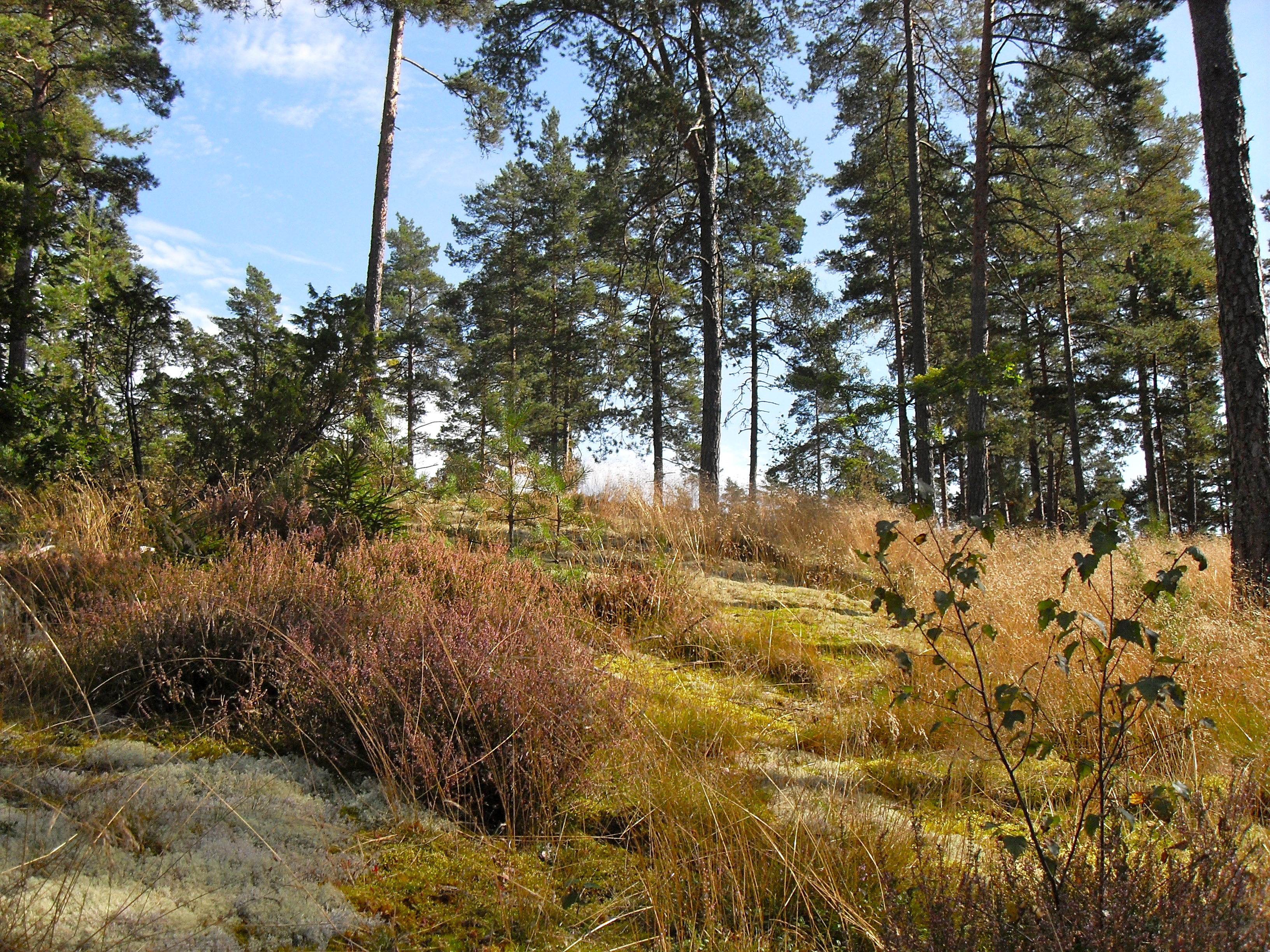
landskap vid Tjustleden

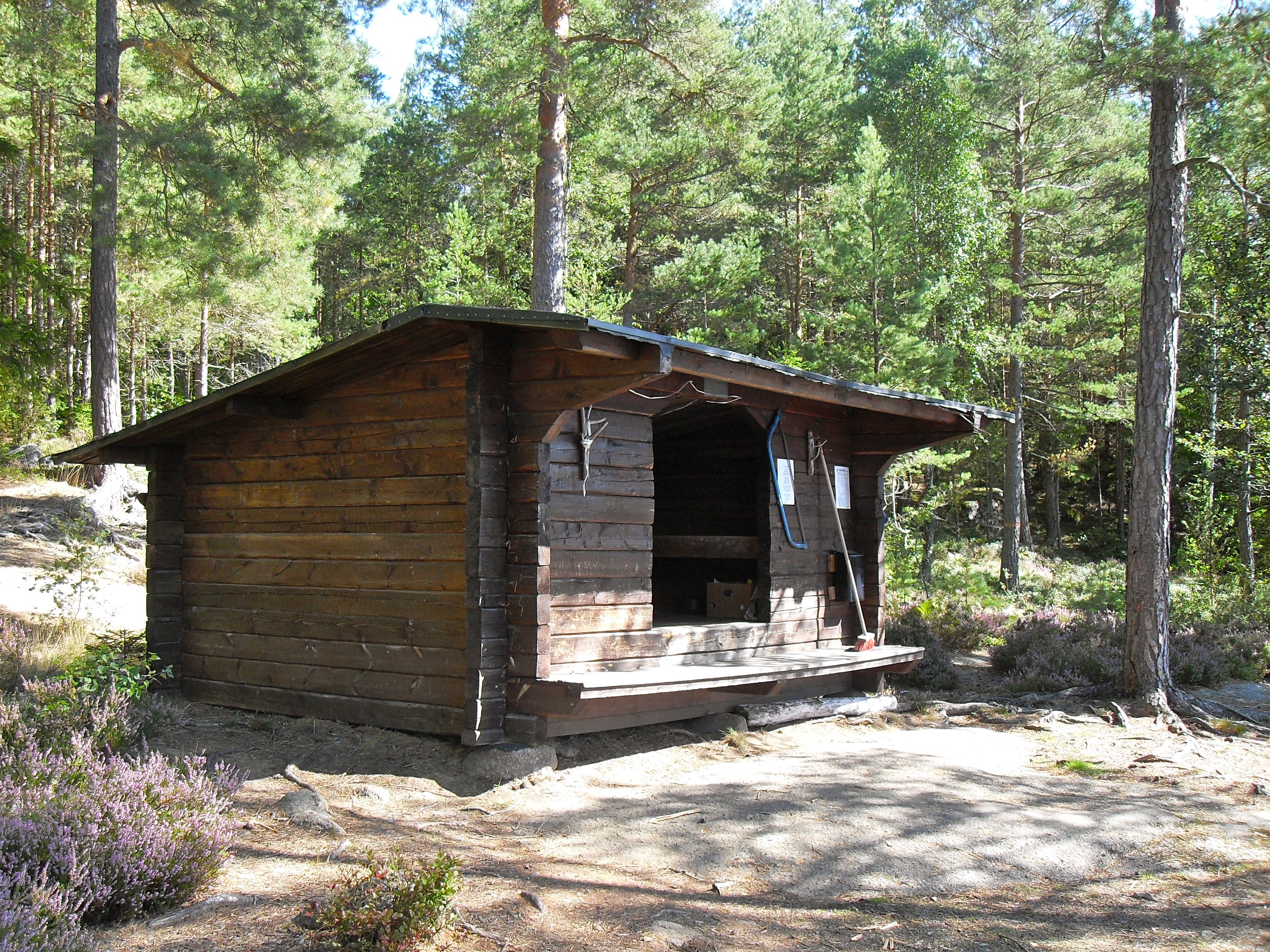
Vindskydd vid Sixgöl

Tjustleden är en 20 mil lång vandringsled i Västerviks kommun. 
Leden går mest genom inlandet på små stigar. Leden är indelad i 9 etapper. För övernattning finns vindskydd samt en stuga vid Hallingeberg. I söder ansluter leden i Mörtfors till Ostkustleden och i norr till Östgötaleden. 
Leden blev byggd av naturskyddsföreningen i Tjust som fortfarande är huvudman för leden. Skötsel sker ideellt med vägvärdar som svarar för en etapp. 

## Etapper
- Etapp 1: Mörtfors Getterum - Getgölen 19 km
- Etapp 2: Getgölen - Hjorted - Svartström 18 km
- Etapp 3: Svartström - Lunds by - Valstad kvarn 18 km
- Etapp 4: Valstad kvarn - Hjorten - Törnsfall  14 km
  - Etapp 4a: Törnsfall - Gagern - Marsbäcken (anslutningsled Västervik) 8 km
- Etapp 5: Törnsfall- Almvik - Hallingeberg 21 km
- Etapp 6: Hallingberg - Karrum - Odensvi 21 km
- Etapp 7: Odensvi - Dalhelm - Björndalen 20 km
- Etapp 8: Björndalen- Möckelhult - Lermon 15 km
  - Etapp 8a: anslutningsled till Överum 7km
- Etapp 9: Lermon - Kolsebro - Falerum 13 km
- Etapp 9a: Anslutningsled till Ukna 4 km

I Mörtfors finns övernattningsmöjligheter för vandrare på Ostkustleden, samt goda kommunikationer. Vid etapp 2 är det möjligt att gå via Ankarsrum (där det finns vandrarhem, matbutik, läkarmottagning och kommunikationer) till Vimmerby och Västervik. Etapp 4a leder till Västervik. På slutet av etapp 5 i Hallingeberg finns det en övernattningsstuga samt möjlighet att resa med förbeställd landsbygdstrafik. Vid etapp 6 finns det möjlighet att handla mat i Odensvi samt övernatta i vandrarhem. Även i Ukna (etapp 8) finns det möjlighet att handla mat.